# Championnat d'Italie de football de deuxième division 1941-1942
Navigation
Édition précédente Édition suivante
La saison 1941-1942 de Serie B est la 13e édition du championnat d'Italie de football de deuxième division. 
Le championnat se dispute avec une poule unique de 18 équipes. Les deux premiers sont promus en Serie A, les quatre derniers sont relégués en Serie C.
À l'issue de la saison, l'AS Bari termine à la première place et monte en Serie A. Le vice-champion, Vicenza Calcio, est promu en Serie A 1942-1943 (1re division), Bari rejoint la première division un an après sa relégation.

## Classement
| Rang | Équipe          | Pts | J  | G  | N  | P  | Bp | Bc  | Diff |
| ---- | --------------- | --- | -- | -- | -- | -- | -- | --- | ---- |
| 1    | AS Bari R       | 49  | 34 | 19 | 11 | 4  | 47 | 26  | +21  |
| 2    | Vicenza Calcio  | 47  | 34 | 17 | 13 | 4  | 58 | 18  | +40  |
| 3    | SS Pescara P    | 46  | 34 | 20 | 6  | 8  | 48 | 24  | +24  |
| 4    | Calcio Padoue   | 45  | 34 | 19 | 7  | 8  | 61 | 26  | +35  |
| 5    | Brescia Calcio  | 39  | 34 | 16 | 7  | 11 | 57 | 37  | +20  |
| 6    | Spezia Calcio   | 38  | 34 | 16 | 6  | 12 | 66 | 40  | +26  |
| 7    | Pise            | 38  | 34 | 16 | 6  | 12 | 53 | 52  | +1   |
| 8    | Novare Calcio R | 36  | 34 | 14 | 8  | 12 | 47 | 36  | +11  |
| 9    | Udinese Calcio  | 36  | 34 | 15 | 6  | 13 | 43 | 42  | +1   |
| 10   | Alexandrie      | 34  | 34 | 14 | 6  | 14 | 38 | 47  | -9   |
| 11   | Pro Patria P    | 32  | 34 | 12 | 8  | 14 | 49 | 41  | +8   |
| 12   | Fanfulla        | 30  | 34 | 12 | 6  | 16 | 41 | 45  | -4   |
| 13   | Sienne          | 29  | 34 | 11 | 7  | 16 | 34 | 46  | -12  |
| 14   | AC Savone       | 28  | 34 | 11 | 6  | 17 | 43 | 47  | -4   |
| 15   | US Fiumana P    | 26  | 34 | 10 | 6  | 18 | 55 | 58  | -3   |
| 16   | AC Reggiana     | 25  | 34 | 7  | 11 | 16 | 25 | 59  | -34  |
| 17   | AC Prato P      | 23  | 34 | 7  | 9  | 18 | 30 | 71  | -41  |
| 18   | Lucchese        | 11  | 34 | 4  | 3  | 27 | 24 | 104 | -80  |

|  | Promu en Serie A                                       |
|  | Relégation en Prima Divisione 1942-1943 (1re division) |

Note:
Victoire à 2 points
 En cas d'égalité de points, les équipes sont départagées par un coefficient buts marqués/buts encaissés.